# Hamat Bah
Hamat Ngai Kumba Bah (n. Upper Saloum, 16 de julio de 1924) es un político gambiano que ejerce como ministro de Turismo y Cultura de la República del Gambia desde 2017. Líder del Partido de Reconciliación Nacional, fue candidato presidencial en tres ocasiones (1996, 2001 y 2011). Representó a la circunscripción electoral de Upper Saloum en la Asamblea Nacional de Gambia desde 1997 hasta 2005.

## Biografía

### Primeros años
Bah nació en Upper Saloum en la División Central River. Trabajó como profesor en el Gambia College antes de convertirse en gerente del Novotel Hotel en Kotu Strand.

### Carrera política
Bah entró en la política en 1996 cuando se presentó como candidato del recién formado Partido de Reconciliación Nacional (NRP) en la primera elección presidencial desde el golpe de Estado de Yahya Jammeh en 1994. Quedó tercero con el 5,5% de los votos. En las elecciones parlamentarias de 1997, Bah fue uno de los dos candidatos del NRP que obtuvieron escaños, lo que los convirtió en el tercer partido más grande. Bah, en concreto, ganó la banca de Upper Saloum con el 56,2% de los votos. A partir de entonces, se convirtió en uno de los principales críticos de la gobernante Alianza para la Reorientación y la Construcción Patriótica (APRC) en la Asamblea Nacional . En 2001, impugnó las elecciones presidenciales.como candidato del NRP, quedando tercero con el 7,8% de los votos. En las elecciones parlamentarias de 2002, mantuvo su escaño en Upper Saloum.
En enero de 2005, el NRP se unió a otros cuatro partidos de oposición para formar la Alianza Nacional para la Democracia y el Desarrollo (NADD). En junio de 2005, la Corte Suprema de Gambia dictaminó que todos los MNA de oposición debían renunciar a sus escaños y participar en elecciones parciales, ya que no podían pertenecer a dos partidos políticos al mismo tiempo. En las elecciones parciales de septiembre de 2005 que siguieron, Bah perdió su escaño ante el candidato del APRC, Sainey Mbaye. Bah, así como Halifa Sallah y Omar A. Jallow, fueron detenidos brevemente en noviembre de 2005 por cargos de subversión, que fueron retirados en febrero siguiente. Bah retiró el NRP de NADD a principios de 2006 y respaldó al candidato del Partido Democrático Unificado (UDP), Ousainou Darboe, en las elecciones presidenciales de 2006. Bah también volvió a disputar el Upper Saloum en las elecciones de 2007, pero volvió a perder ante Mbaye.
En 2011, Bah fue elegido líder de una nueva alianza de oposición, el Frente Unido. Como candidato del Frente Unido, en las elecciones presidenciales de 2011, Bah ocupó el tercer lugar con el 11% de los votos. Después de que el candidato del NRP ganara las elecciones parciales del Bajo Saloum en 2015, Bah dijo que el resultado indicaba "el deseo de la gente de un cambio en las elecciones de 2016". El NRP fue uno de los varios partidos de oposición que formaron la Coalición 2016, cuyo candidato, Adama Barrow, derrotó a Jammeh en las elecciones presidenciales de 2016. Hablando después de las elecciones, en diciembre de 2016, Bah dijo que una de las primeras acciones de la coalición sería formar una comisión de investigación sobre Jammeh y su régimen. El 1 de febrero de 2017, Bah prestó juramento como Ministro de Turismo y Cultura del gobierno de Barrow. Dijo que su prioridad sería "trabajar duro con las partes interesadas" para desarrollar el turismo, y alentó a los miembros de la prensa a mostrar que Gambia "está cambiando para mejor".